# Tavignano

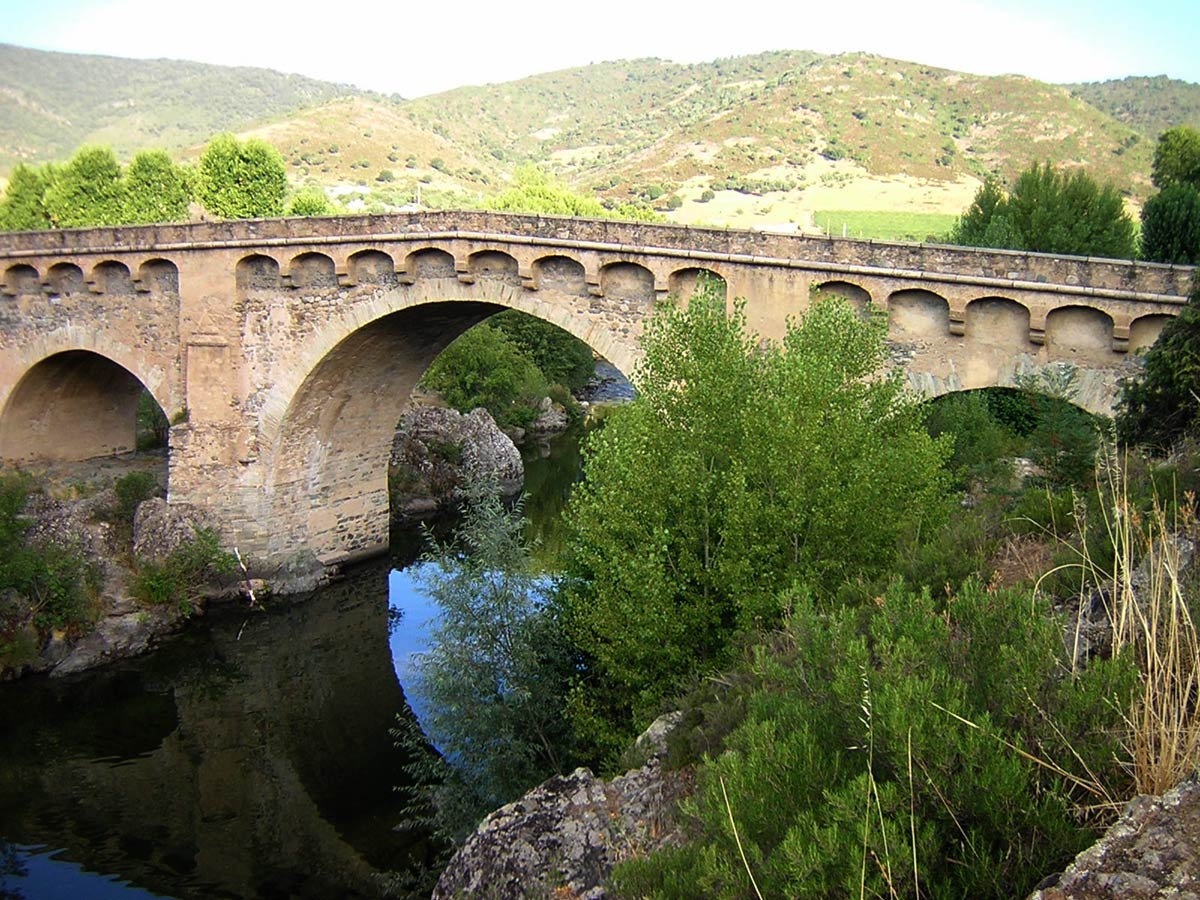
De Tavignano bij Altiani

De Tavignano (Corsicaans: Tavignanu) is een riviertje op Corsica in het departement Haute-Corse. De Tavignano ontspringt op 1750 meter hoogte in het Lac de Nino, om 89 kilometer later uit te monden in de Tyrreense Zee in de buurt van Aléria, aan de oostkant van Corsica.